# Syndrome d'Ehlers-Danlos type classique
Pour les articles homonymes, voir Syndrome d'Ehlers-Danlos.
Le syndrome d'Ehlers-Danlos type classique est une maladie génétique du tissu conjonctif caractérisée par une peau très élastique, une grande sensibilité des vaisseaux superficiels, une cicatrisation anormale et une laxité des articulations.
La peau est élastique et claque quand on la relâche après l'avoir distendue. La peau est douce et veloutée au toucher, mais elle est fragile et se fend rapidement même pour des traumatismes minimes, surtout au niveau articulaire. Le moindre choc provoque aussi des ecchymoses facilement. La cicatrisation est retardée et après un début de cicatrisation apparemment normal, un écartement des berges de la plaie apparaît. Elle reste généralement visible (chéloïde).
Les luxations articulaires sont assez fréquentes bien que moins importantes que dans une SED hypermobile.  Elles se concentrent sur l'épaule, la rotule, les pieds, la hanche. Survenant pour des traumatismes minimes, ces subluxations se réduisent spontanément ou facilement par le patient ou peuvent rester en place tout en étant mobiles (articulations à « ressort »). Les luxations sont moins fréquentes qu'un SED hypermobile et peuvent même être rares dans un SED classique.
La particularité du SED classique sera surtout la proximité avec un tableau d'Hémophilie sub-cutanée, avec d'impressionnantes Ecchymoses. C'est dans le cadre de la recherche sur l'hémophilie masculine à la fin du XIXe siècle et début du XXe siècle que le premier docteur, spécialiste de cette pathologie, avait rassemblé une trentaine de patientes venues le consulter et présentant les mêmes tableaux et symptômes que les hommes souffrant d'hémophilie. 

## Autres noms
Ce syndrome appartient à un groupe hétérogène de six formes cliniques d'atteinte du tissu conjonctif. Il correspond à l'ancien type I et II de la classification de Villefranche, qui est caractérisée par l’intensité des manifestations cutanées.

## Étiologie
Mutation des gènes COL5A1 (en) 120215 et COL5A2 (en) 120190 situés respectivement sur les chromosomes 9 et 2.

## Incidence et prévalence
- En France la prévalence hypothétique et très discutée est estimée à 1/15 000[1], bien que seulement 4000 patients soient officiellement diagnostiqués sur le territoire français, rabaissant sa prévalence réelle et la maintient statistiquement dans la catégorie des pathologies orphelines.

## Diagnostic

### Clinique
Forme cutanée avec hyper extensibilité et fragilité de la peau,une mauvaise cicatrisation, une fragilité et une certaine laxité articulaire, bien que moins importante que dans le type hypermobile.
Les douleurs sont aussi très présentes et sur des zones corporelles multiples et étendues comme pour le SED hypermobile, bien que la fatigue soit moins invalidante. Les risques de tendinites et d'altération des ligaments et des articulations sont très fréquents.
Malgré une absence des troubles de la coagulation, les hématomes sont très très nombreux, survenant parfois spontanément, ou à la suite de chocs minimes (signe de la poignée). Même face à un choc minime, les ecchymoses seront étendues et à la volumétrie impressionnante.

## Traitement et prise en charge
Cette maladie génétique nécessite une prise en charge pluridisciplinaire parfaitement adaptée à chaque type du syndrome.
Aujourd'hui, Il n ’y a pas de traitement de la maladie.

## Conseil génétique

### Mode de transmission
Transmission autosomique dominante